# Rose Bay
Rose Bay è un sobborgo costiero di Sydney in Australia.

## Geografia fisica
Il sobborgo si trova a circa 7 chilometri a est del CBD e si affaccia sulla baia di Sydney.

## Origini del nome
Rose Bay venne così chiamata in onore di George Rose, che fu co-segretario del Tesoro britannico insieme a Thomas Steele. Il toponimo venne utilizzato dal capitano John Hunter già nel 1788.